# Sofie Johanssonová
Sofie Johanssonová (* 1. červenec 1985, Skärplinge) je švédská reprezentantka v orientačním běhu v současnosti žijící ve švédském městě Uppsala. Jejím největším úspěchem je bronzová medaile ze štafet na Mistrovství světa v roce 2008 v Olomouci. Jejím prvním klubem za který běhala byl Tierps SOK. V současnosti běhá za švédský klub OK Linné a studuje chemické inženýrství.